# SoftMaker Office
SoftMaker Office – pakiet biurowy rozwijany od 1987 r. przez niemiecką spółkę SoftMaker Software GmbH w Norymberdze. Jest kompatybilny z pakietem Microsoft Office.
Wersja komercyjna programu SoftMaker Office jest również dostępna w wersji freeware z mniejszą liczbą funkcji (SoftMaker FreeOffice).

## Cechy pakietu

### Programy składowe
Pakiet SoftMaker Office Standard zawiera:

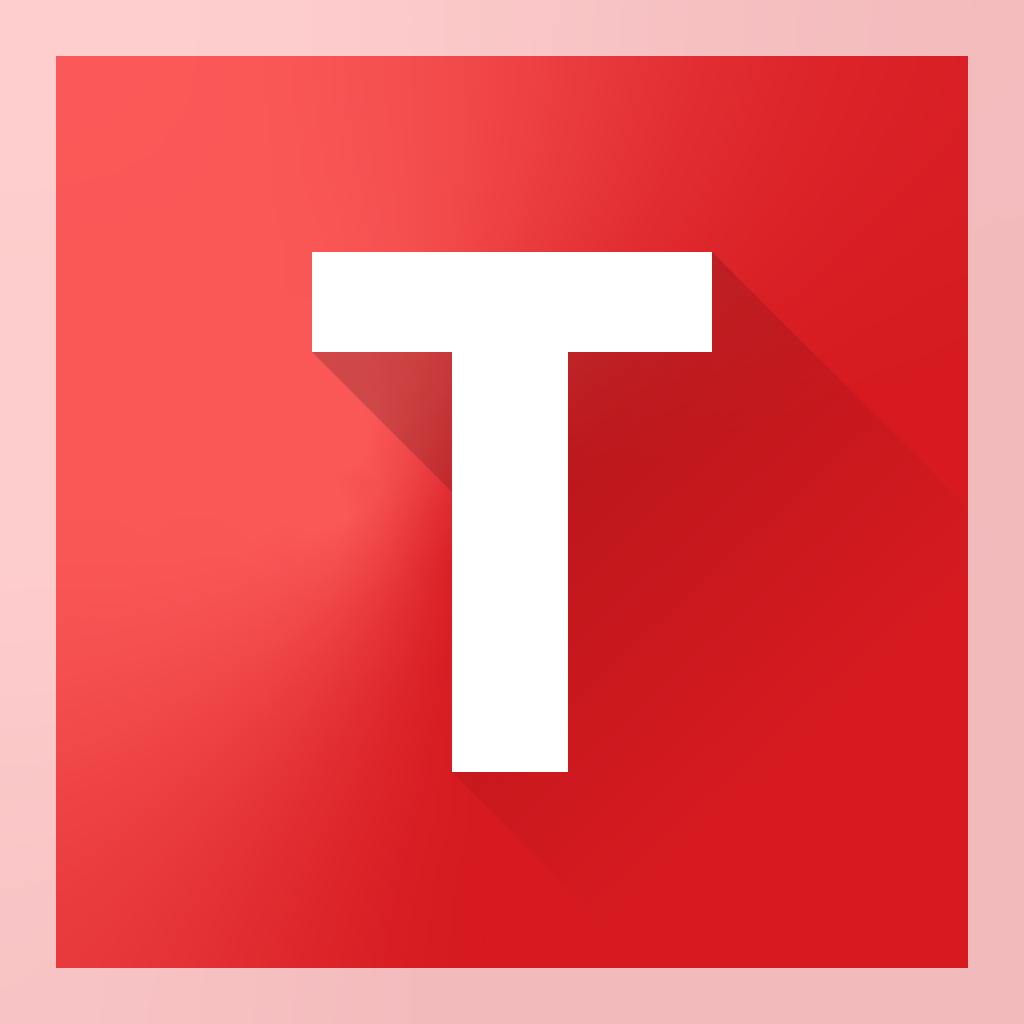
TextMaker

- TextMaker TextMaker(inne języki) – procesor tekstu. Otwiera i zapisuje pliki typów: DOCX, DOC, ODT, TMD, RTF, HTML i inne. Pozwala na tworzenie dokumentów PDF.

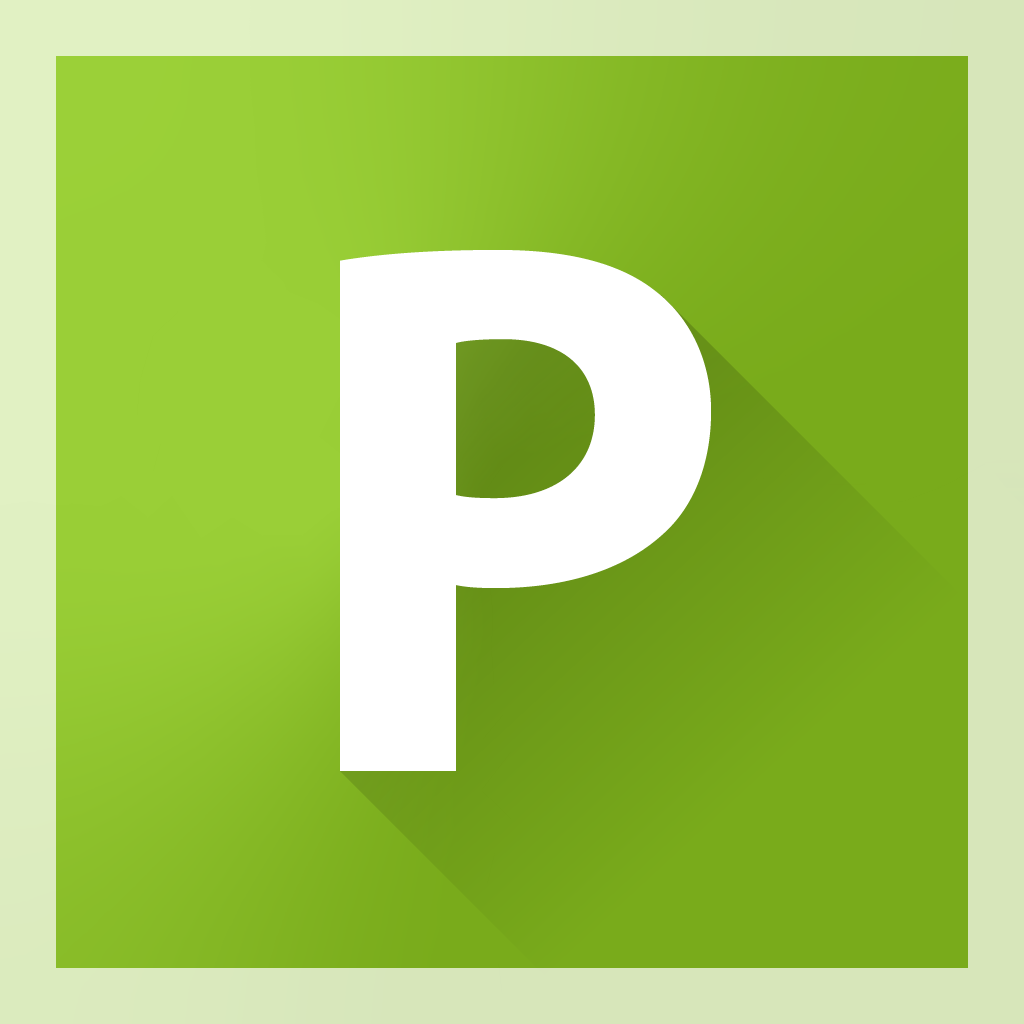
PlanMaker

- PlanMaker PlanMaker(inne języki) – arkusz kalkulacyjny o ponad 430 dostępnych funkcjach obliczeń matematycznych, finansowych, statystycznych, technicznych i czasowych. Posiada wbudowany moduł do tworzenia wykresów oraz edytor formuł. Obsługiwane formaty: XLSX, XLS, CSV. Program umożliwia także eksport arkuszy kalkulacyjnych i skoroszytów w formacie PDF lub HTML.

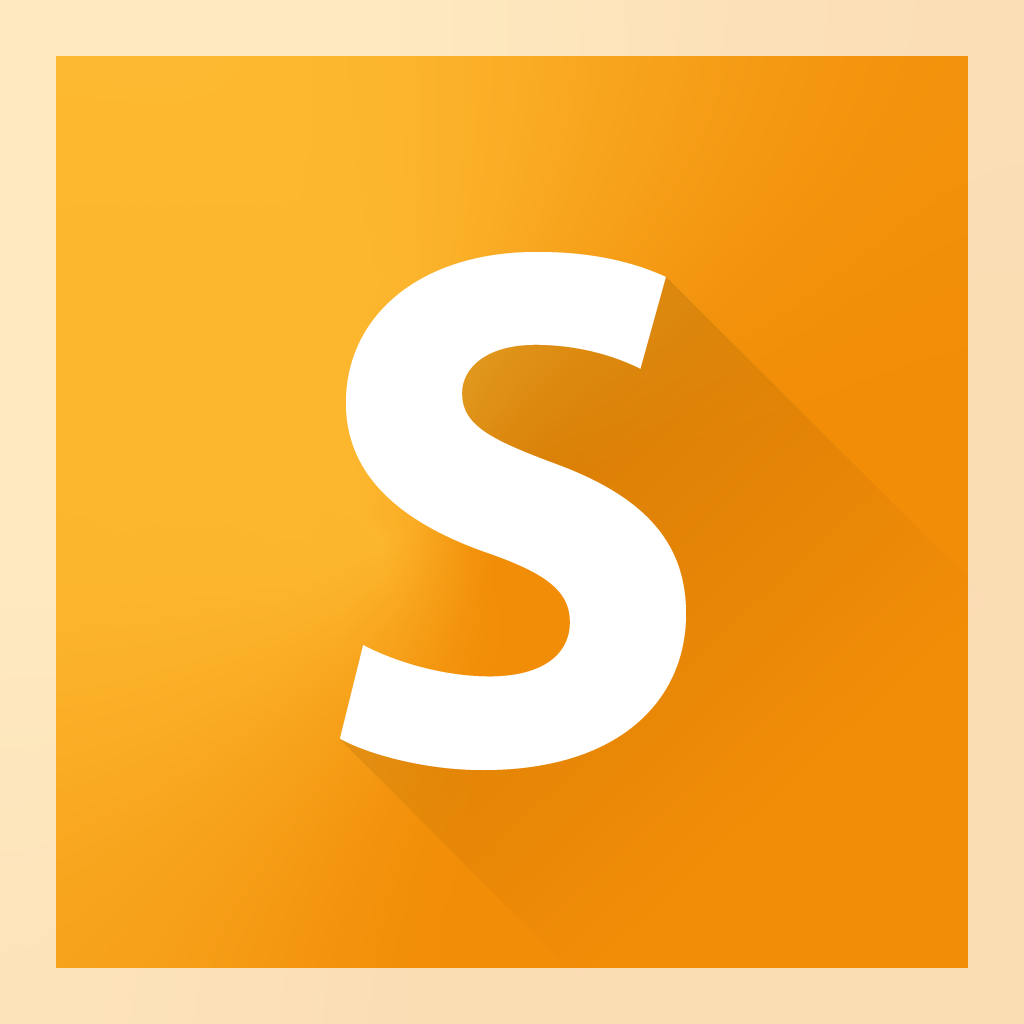
SoftMaker Presenter

- SoftMaker Presenter SoftMaker Presentation(inne języki) – program umożliwiający tworzenie prezentacji. Eksport prezentacji możliwy jest w formatach PPTX, PPT, PPTC, PDF, HTML, jako zdjęcia lub filmy.
- BasicMaker – narzędzie programistyczne zgodne z VBA umożliwiające tworzenie makr rozszerzających funkcjonalność TextMaker oraz PlanMaker. Program umożliwia zautomatyzowanie pracy w wielu językach programowania m.in. BASIC, Python, Perl, Ruby, C++, Delphi. Edytor posiada wbudowany debugger.

### Użyteczność
SoftMaker Office zawiera wiele funkcji, analogicznych do tych, które zapewnia MS Office, OpenOffice.org, czy też WorldPerfect Office, a także ma unikatowe właściwości jak np. możliwość uruchomienia programu z pendrive’a. Wszystkie ustawienia użytkownika również zostają zapisywane na urządzeniu przenośnym. SoftMaker Office używa nie tylko swoich własnych rozszerzeń, jest wysoko kompatybilny z rozszerzeniami Microsoft Office. Interface użytkownika jest podobny do Microsoft Office.

## FlexiPDF

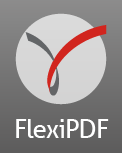

FlexiPDF został wydany w 2016 r. i jest jednym z niewielu programów, za pomocą których można stosunkowo szeroko i w miarę łatwo edytować pliki PDF, i został nazwany wirtuozem tekstu.